# Rally de Suecia de 2014
El Rally de Suecia de 2014, oficialmente 62.nd Rally Sweden, fue la 62.ª edición y la segunda ronda de la temporada 2014 del Campeonato Mundial de Rally. Se disputó entre el 5 y el 8 de febrero y contó con un itinerario de veinticuatro tramos que sumaban un total de 328,94 km cronometrados. Dos de los tramos disputados el segundo día de carrera, concretamente Kirkener y Finnskogen, se disputaron en suelo noruego.
La lista de inscritos estaba formada por cuarenta y cuatro pilotos, de los cuales once participan en el campeonato de constructores correspondientes a los equipos Citroën, Volkswagen, Hyundai, M-Sport, Volkswagen II, Jipocar y RK M-Sport. La prueba fue también la segunda ronda de los campeonatos WRC 2 con doce inscritos y del WRC 3 con ningún piloto inscrito.

## Desarrollo
El primer día de carrera, el jueves 5, se disputó el shakedown donde los pilotos más rápidos en las cuatro pasadas disputadas fueron el noruego Mads Ostberg, el finés Jari-Matti Latvala y el británico Kris Meeke los tres con una diferencia de menos de un segundo.
Posteriormente se disputó el primer tramo, Karlstad SSS de 1,9 km situado en el hipódromo de Karlstad, en el que los pilotos partieron de dos en dos a modo de enfrentamiento. Algunas de las parejas enfrentadas fueron Sébastien Ogier con Robert Kubica, Jari-Matti Latvala con Mikko Hirvonen o Thierry Neuville con Kris Meeke.  El piloto más rápido fue el noruego Andreas Mikkelsen que con un tiempo de 1:33.4	y tan solo 0,8 segundos de diferencia con respecto a Ogier, segundo en el tramo, se hizo con el liderato del rally inicialmente.

## Itinerario
| Día   | Tramo | Nombre                       | Distancia | Hora  | Ganador            | Tiempo    | Vel. media | Líder rally        |
| ----- | ----- | ---------------------------- | --------- | ----- | ------------------ | --------- | ---------- | ------------------ |
| Día 1 | SS1   | Karlstad SSS 1               | 1,9 km    | 20:04 | Andreas Mikkelsen  | 1:33.4    | 73.2 km/h  | Andreas Mikkelsen  |
| Día 2 | SS2   | Torsby 1                     | 10,23 km  | 10:53 | Sébastien Ogier    | 4:38.1    | 91.0 km/h  | Sébastien Ogier    |
| Día 2 | SS3   | Kirkenær 1                   | 7,16 km   | 12:30 | Sébastien Ogier    | 5:38.4    | 76.2 km/h  | Sébastien Ogier    |
| Día 2 | SS4   | Finnskogen 1                 | 16,82 km  | 13:05 | Andreas Mikkelsen  | 8:58.9    | 112.4 km/h | Sébastien Ogier    |
| Día 2 | SS5   | Kirkenær 2                   | 7,16 km   | 14:59 | Ott Tänak          | 5:36.1    | 76.1 km/h  | Sébastien Ogier    |
| Día 2 | SS6   | Finnskogen 2                 | 16,82 km  | 15:37 | Andreas Mikkelsen  | 8:45.9    | 115.1 km/h | Andreas Mikkelsen  |
| Día 2 | SS7   | Torsby 2                     | 10,23 km  | 16:58 | Sébastien Ogier    | 4:34.1    | 92.3 km/h  | Sébastien Ogier    |
| Día 3 | SS8   | Lesjöfors 1                  | 15,00 km  | 08:11 | Jari-Matti Latvala | 9:19.9    | 96.4 km/h  | Andreas Mikkelsen  |
| Día 3 | SS9   | Fredriksberg 1               | 18,15 km  | 09:23 | Sébastien Ogier    | 10:25.2   | 104.5 km/h | Andreas Mikkelsen  |
| Día 3 | SS10  | Rämmen 1                     | 22,76 km  | 10:12 | Sébastien Ogier    | 11:55.0   | 114.6 km/h | Jari-Matti Latvala |
| Día 3 | SS11  | Hagfors sprint 1             | 1,87 km   | 10:55 | Henning Solberg    | 2:00.8    | 55.7 km/h  | Jari-Matti Latvala |
| Día 3 | SS12  | Lesjöfors 2                  | 15,00 km  | 13:05 | Sébastien Ogier    | 8:55.2    | 100.9 km/h | Jari-Matti Latvala |
| Día 3 | SS13  | Fredriksberg 2               | 18,15 km  | 14:17 | Sébastien Ogier    | 10:04.9   | 108.0 km/h | Jari-Matti Latvala |
| Día 3 | SS14  | Rämmen 2                     | 22,76 km  | 15:06 | Sébastien Ogier    | 11:36.2   | 117.1 km/h | Jari-Matti Latvala |
| Día 3 | SS15  | Hagfors sprint 2             | 1,87 km   | 15:49 | Sébastien Ogier    | 2:02.9    | 54.8 km/h  | Jari-Matti Latvala |
| Día 3 | SS16  | Karlstad sss 2               | 1,90 km   | 19:00 | Andreas Mikkelsen  | 1:36.7    | 70.7 km/h  | Jari-Matti Latvala |
| Día 4 | SS17  | Hara 1                       | 11,32 km  | 08:00 | Jari-Matti Latvala | 6:33.6    | 103.5 km/h | Jari-Matti Latvala |
| Día 4 | SS18  | Torntorp 1                   | 19,21 km  | 08:38 | Jari-Matti Latvala | 10:34.8   | 109.2 km/h | Jari-Matti Latvala |
| Día 4 | SS19  | Vargåsen 1                   | 24,63 km  | 09:12 | Jari-Matti Latvala | 13:50.1   | 106.8 km/h | Jari-Matti Latvala |
| Día 4 | SS20  | Varmullsåsen 1               | 15,42 km  | 10:32 | Jari-Matti Latvala | 8:47.2    | 108.4 km/h | Jari-Matti Latvala |
| Día 4 | SS21  | Hara 2                       | 11,32 km  | 12:30 | Cancelado          | Cancelado | Cancelado  | Jari-Matti Latvala |
| Día 4 | SS22  | Torntorp 2                   | 19,21 km  | 13:08 | Mads Ostberg       | 10:02.9   | 115.0 km/h | Jari-Matti Latvala |
| Día 4 | SS23  | Vargåsen 2                   | 24,63 km  | 13:42 | Sébastien Ogier    | 13:13.5   | 111.7 km/h | Jari-Matti Latvala |
| Día 4 | SS24  | Värmullsåsen 2 (Power Stage) | 15,42 km  | 15:18 | Mads Ostberg       | 8:36.8    | 110.5 km/h | Jari-Matti Latvala |

## Clasificación final
| Pos.    | Piloto             | Copiloto               | Automóvil              | Tiempo    | Diferencia | Puntos |     |
| WRC     | WRC                | WRC                    | WRC                    | WRC       | WRC        | WRC    | WRC |
| ------- | ------------------ | ---------------------- | ---------------------- | --------- | ---------- | ------ | --- |
| 1       | Jari-Matti Latvala | Miikka Anttila         | Volkswagen Polo R WRC  | 3:00:31.1 | 0.0        | 25+2   |     |
| 2       | Andreas Mikkelsen  | Mikko Markkula         | Volkswagen Polo R WRC  | 3:01:24.7 | +53.6      | 18     |     |
| 3       | Mads Østberg       | Jonas Andersson        | Citroën DS3 WRC        | 3:01:30.6 | +59.5      | 15+3   |     |
| 4       | Mikko Hirvonen     | Jarmo Lehtinen         | Ford Fiesta RS WRC     | 3:02:58.0 | +2:26.9    | 12+1   |     |
| 5       | Ott Tänak          | Raigo Mölder           | Ford Fiesta RS WRC     | 3:03:31.6 | +3:00.5    | 10     |     |
| 6       | Sébastien Ogier    | Julien Ingrassia       | Volkswagen Polo R WRC  | 3:05:01.0 | +4:29.9    | 8      |     |
| 7       | Henning Solberg    | Ilka Minor             | Ford Fiesta RS WRC     | 3:05:18.6 | +4:47.5    | 6      |     |
| 8       | Pontus Tidemand    | Ola Floene             | Ford Fiesta RS WRC     | 3:06:09.3 | +5:38.2    | 4      |     |
| 9       | Craig Breen        | Scott Martin           | Ford Fiesta RS WRC     | 3:09:26.5 | +8:55.4    | 2      |     |
| 10      | Kris Meeke         | Paul Nagle             | Citroën DS3 WRC        | 3:11:49.1 | +11:18.0   | 1      |     |
| WRC 2   |                    |                        |                        |           |            |        |     |
| 1 (11.) | Karl Kruuda        | Martin Järveoja        | Ford Fiesta S2000      | 3:14:40.2 | 0.0        | 25     |     |
| 2 (12.) | Jari Ketomaa       | Kaj Lindström          | Ford Fiesta R5         | 3:14:42.5 | +2.3       | 18     |     |
| 3 (13.) | Fredrik Åhlin      | Morten Erik Abrahamsen | Ford Fiesta R5         | 3:15:52.3 | +1:12.1    | 15     |     |
| 4 (14.) | Yazeed Al-Rajhi    | Michael Orr            | Ford Fiesta RRC        | 3:16:57.3 | +2:17.1    | 12     |     |
| 5 (15.) | Jurij Protasow     | Paweł Czerepyn         | Ford Fiesta R5         | 3:18:00.3 | +3:20.1    | 10     |     |
| 6 (18.) | Lorenzo Bertelli   | Mitia Dotta            | Ford Fiesta R5         | 3:25:14.4 | +10:34.2   | 8      |     |
| 7 (18.) | Valeriy Gorban     | Volodymyr Korsia       | Mini Cooper S2000 1.6T | 3:28:49.2 | +14:09.0   | 6      |     |
| 8 (26.) | Gianluca Linari    | Nicola Arena           | Subaru Impreza STi N15 | 3:40:43.1 | +26:02.9   | 4      |     |